# Laboulbeniopsis
Laboulbeniopsis är ett släkte av svampar. Laboulbeniopsis ingår i ordningen Laboulbeniales, klassen Laboulbeniomycetes, divisionen sporsäcksvampar och riket svampar.
|                 | Laboulbeniaceae                               |
|                 |                                               |
|                 | Herpomycetaceae                               |
|                 |                                               |
|                 | Euceratomycetaceae                            |
|                 |                                               |
|                 | Ceratomycetaceae                              |
|                 |                                               |
| Laboulbeniopsis | \| \| Laboulbeniopsis termitarius \| \| \| \| |
|                 | \| \| Laboulbeniopsis termitarius \| \| \| \| |
|                 | Cainomyces                                    |
|                 |                                               |
|                 | Laboulbeniopsis termitarius                   |
|                 |                                               |

|  | Laboulbeniopsis termitarius |
|  |                             |